# Streblopus opatroides
Streblopus opatroides är en skalbaggsart som beskrevs av Lansberge 1874. Streblopus opatroides ingår i släktet Streblopus och familjen bladhorningar. Inga underarter finns listade i Catalogue of Life.